# Bata (ägyptische Mythologie)
| G29 | Z1 | X1 · X2 | N18 · Z2 | G7 |

| G29 | Z1 | X1 · X2 | N18 · Z2 | G7 |

| b | t |

| b | t |

| b | t |

| b | t |

Bata ist eine altägyptische Stiergottheit aus dem Neuen Reich. Bis zu Thutmosis IV. aus der 18. Dynastie wird er auch als Widdergott dargestellt. Bata entstammt der Stadt Saka (Kasa) im 17. oberägyptischen Schakalgau, dem Kultzentrum des Anubis. Im Zweibrüdermärchen (Papyrus D’Orbiney) aus der Nachamarnazeit, gilt Bata als Bruder des Anubis und hat noch osirianische Züge. Erst im spätzeitlichen Papyrus Jumilhac wird Bata, statt mit Osiris, mit dessen Widersacher Seth gleichgesetzt.

## Vorläufer
Die neuere Forschung seit Peter Seibert geht davon aus, dass Bata von Saka mit einem im Alten Reich in Sakkara und Gizeh belegten Totengott Bt identisch ist, der wie Cherti mit einem liegenden Widderidol determiniert wird. Dieser Gott Bt kommt nur in Privatgräbern wie dem Grab des Ti, in Personennamen und Totendomänennamen der 5. und 6. Dynastie vor, nicht aber in den Pyramidentexten und Sargtexten.
Indizien für eine solche Gleichsetzung sind, dass Bata noch unter Thutmosis IV. als (B3tjj) statt mit einem Stier mit einem stehenden Widder gekennzeichnet (determiniert) wird.
Ein weiteres Indiz könnte eine nubische Felsinschrift aus der späten 4. oder 5. Dynastie sein. Dort schreibt ein königlicher Beamter aus dem 17. oberägyptischen Gau, dass er mit 20.000 Soldaten gekommen ist um „Wawat zu zerhacken“. Er trägt den theophoren (mit einem Götternamen gebildeten) Namen Cha-Bau-Bet, wobei Bt wieder mit einem liegenden Widderidol determiniert wird. Falls die Gleichsetzung von Bt und Bata zutrifft, wäre dies der früheste Beleg für Bata von Saka.

## Bata im Papyrus d’Orbiney
Das Zweibrüdermärchen (Papyrus D’Orbiney) ist ein literarischer Text, gleichzeitig aber auch ein profanierter Göttermythos. Bata gilt hier als Bruder des Balsamierungsgottes Anubis und ist wie Osiris ein sterbender und wiederauferstehender Gott. Im Märchen gilt Bata als „Stier der Neunheit“, und bei seiner ersten Verwandlung wird er zum Stier.

## Bata im Papyrus Jumilhac
In der 20. Dynastie besteht ein Tempel des Bata von Saka, der auch im spätzeitlichen Papyrus Jumilhac genannt wird. In diesem „kulttopographischen“ Papyrus aus der Ptolemäerzeit wird noch einmal das Motiv von Batas Kastration aus dem Papyrus D’Orbiney aufgegriffen und umgedeutet. Bedingt durch den mehr als 1000-jährigen Zeitabstand und die Herrschaft der Libyer, Nubier und Perser haben sich die Religionsvorstellungen gewandelt, und der vorher ambivalente Seth wird verteufelt. In Anlehnung an den Horus-Mythos von Edfu verfolgt Anubis den Seth. Nachdem ihn Anubis überwältigt hat, wird Seth zur Strafe entmannt und verschmilzt anschließend mit Bata zu Seth-Bata. Zumindest ist hier eine Erinnerung an das Zweibrüdermärchen und das Motiv der Selbstkastration Batas in veränderter Form erhalten geblieben, allerdings eher in den begleitenden Vignetten des Papyrus.
Weitergehende Folgerungen wurden nicht zuletzt wegen des zeitlichen Abstandes schon von Susan T. Hollis als unfundiert zurückgewiesen.